# فيليبي كلاين
فيليبي كلاين (9 أبريل 1987 ببورتو أليغري في البرازيل - ) هو لاعب كرة قدم برازيلي في مركز الهجوم. لعب مع نادي فورتاليزا ونادي إيكاسا وCerro Largo F.C. ‏ ونادي أتلتيكو فيروفياريو وCanoas Sport Club ‏ وGrêmio Esportivo Glória ‏ وPorto Alegre Futebol Clube ‏ ونادي سيرو ونادي باسو فوندو.

## وصلات خارجية
- فيليبي كلاين على موقع قاعدة بيانات كرة القدم.إي يو (الإنجليزية)
- فيليبي كلاين على موقع Soccerway.com (الإنجليزية)